# Fokker D.VI
Fokker D.VI là một loại máy bay tiêm kích của Đế quốc Đức trong Chiến tranh thế giới I.

## Biến thể
- V.13/1:
- V.13/2:

## Quốc gia sử dụng
Austria-Hungary
- Luftfahrtruppen

 German Empire
- Luftstreitkräfte

## Tính năng kỹ chiến thuật

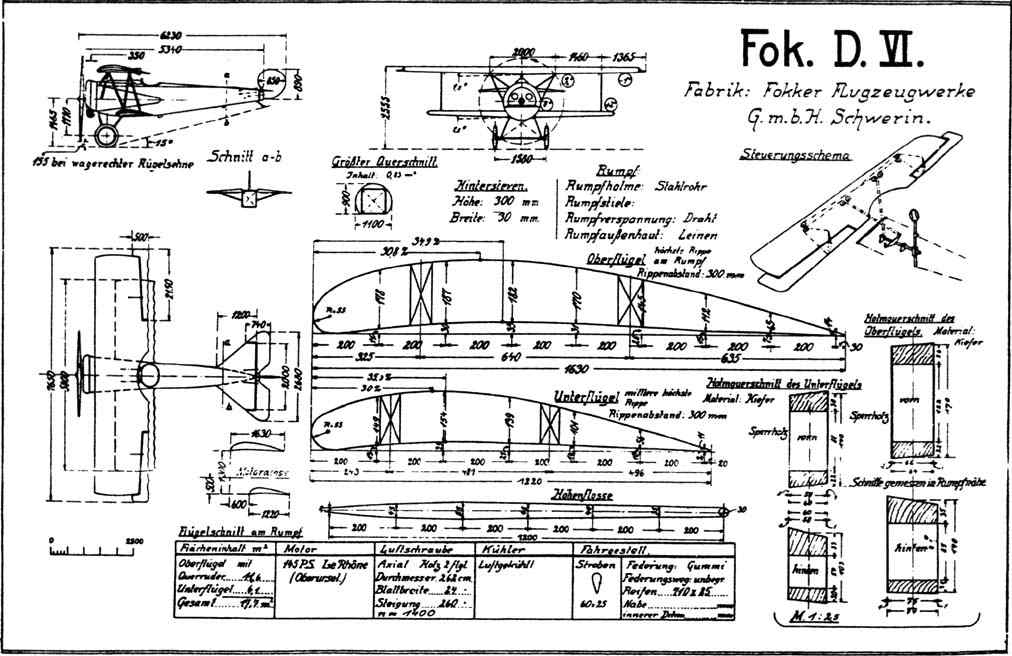
Fokker D.VI

Đặc điểm tổng quát
- Kíp lái: 1
- Chiều dài: 6.25 m (20 ft 6 in)
- Sải cánh: 7.66 m (25 ft 1 in)
- Chiều cao: 2.55 m (8 ft 4 in)
- Diện tích cánh: 17,7 m2 (190 ft2)
- Trọng lượng rỗng: 393 kg (866 lb)
- Trọng lượng có tải: 585 kg (1.290 lb)
- Powerplant: 1 × Oberursel Ur.II, 82 kW (110 hp)

Hiệu suất bay
- Vận tốc cực đại: 197 km/h (123 mph)
- Thời gian bay: 1 giờ  30 phút
- Trần bay: 6.000 m (19.680 ft)

Vũ khí trang bị
- - 2 × súng máy LMG 08/15 "Spandau" 7,92 mm (.312 in)